# Grand Prix Buenos Aires
Grand Prix Buenos Aires – wyścig samochodowy, organizowany w Buenos Aires w latach 1930–2009.

## Zwycięzcy
| Rok      | Tor                            | Seria                           | Zwycięzca             | Samochód           | Źródło |
| -------- | ------------------------------ | ------------------------------- | --------------------- | ------------------ | ------ |
| 1930     | Circuito de la Costanera Norte | Grand Prix                      | Juan Malcom           | Delage 2.0         | [ 1 ]  |
| 1932     | Circuito de la Costanera Norte | Grand Prix                      | Domingo Bucci         | Hudson             | [ 1 ]  |
| 1936     | Circuito de la Costanera Norte | Grand Prix                      | Carlos Arzani         | Alfa Romeo 2900 GP | [ 1 ]  |
| 1941     | Circuito Retiro                | Formuła Libre                   | José Canziani         | Alfa Romeo 8C      | [ 2 ]  |
| 1942     | ?                              | ?                               | José Canziani         | Alfa Romeo 8C      | [ 3 ]  |
| 1947 (1) | Circuito Retiro                | Grand Prix                      | Luigi Villoresi       | Maserati 4CL       | [ 4 ]  |
| 1947 (2) | Circuito Retiro                | Grand Prix                      | Luigi Villoresi       | Maserati 4CL       | [ 4 ]  |
| 1948 (1) | Parco Palermo                  | Grand Prix                      | Luigi Villoresi       | Maserati 4CL       | [ 4 ]  |
| 1948 (2) | Parco Palermo                  | Grand Prix                      | Luigi Villoresi       | Maserati 4CL       | [ 4 ]  |
| 1949 (1) | Parco Palermo                  | Grand Prix                      | Alberto Ascari        | Maserati 4CLT      | [ 4 ]  |
| 1949 (2) | Parco Palermo                  | Grand Prix                      | Oscar Alfredo Gálvez  | Alfa Romeo 308     | [ 4 ]  |
| 1949 (3) | Parco Palermo                  | Formuła Libre                   | Alberto Ascari        | Ferrari 166 FL     | [ 4 ]  |
| 1950     | Parco Palermo                  | Formuła Libre                   | Luigi Villoresi       | Ferrari 166 FL     | [ 4 ]  |
| 1951 (1) | Circuito de la Costanera Norte | Formuła Libre                   | José Froilán González | Ferrari 166 FL     | [ 4 ]  |
| 1951 (2) | Circuito de la Costanera Norte | Formuła Libre                   | José Froilán González | Ferrari 166 FL     | [ 4 ]  |
| 1951 (3) | Circuito de la Costanera Norte | samochody sportowe              | John Fitch            | Allard J2          | [ 5 ]  |
| 1952 (1) | Autódromo Juan y Oscar Gálvez  | Formuła Libre                   | Juan Manuel Fangio    | Ferrari 166 FL     | [ 4 ]  |
| 1952 (2) | Autódromo Juan y Oscar Gálvez  | Formuła Libre                   | Juan Manuel Fangio    | Ferrari 166 FL     | [ 4 ]  |
| 1953     | Autódromo Juan y Oscar Gálvez  | Formuła 2                       | Giuseppe Farina       | Ferrari 625        | [ 6 ]  |
| 1954     | Autódromo Juan y Oscar Gálvez  | Formuła 1                       | Maurice Trintignant   | Ferrari 625        | [ 7 ]  |
| 1955     | Autódromo Juan y Oscar Gálvez  | Formuła 1                       | Juan Manuel Fangio    | Mercedes-Benz W196 | [ 8 ]  |
| 1956     | Parque Gral. San Martin        | Formuła 1                       | Juan Manuel Fangio    | Ferrari D50        | [ 9 ]  |
| 1957     | Autódromo Juan y Oscar Gálvez  | Formuła 1                       | Juan Manuel Fangio    | Maserati 250F      | [ 10 ] |
| 1960     | Parque Sarmiento - Córdoba     | Formuła 1                       | Maurice Trintignant   | Cooper T51         | [ 11 ] |
| 1964 (1) | Autódromo Juan y Oscar Gálvez  | Formuła Junior                  | Silvio Moser          | Brabham BT6        | [ 12 ] |
| 1964 (2) | Autódromo Juan y Oscar Gálvez  | Formuła Junior                  | Silvio Moser          | Brabham BT6        | [ 13 ] |
| 1966     | Autódromo Juan y Oscar Gálvez  | Formuła 3                       | Chris Irwin           | Brabham BT16       | [ 14 ] |
| 1967 (1) | Autódromo Juan y Oscar Gálvez  | Formuła 3                       | Jean-Pierre Beltoise  | Matra MS5          | [ 15 ] |
| 1967 (2) | Autódromo Juan y Oscar Gálvez  | Formuła 3                       | Jean-Pierre Beltoise  | Matra MS5          | [ 16 ] |
| 1968 (1) | Autódromo Juan y Oscar Gálvez  | Formuła 2                       | Ernesto Brambilla     | Ferrari Dino 166   | [ 17 ] |
| 1968 (2) | Autódromo Juan y Oscar Gálvez  | Formuła 2                       | Piers Courage         | Brabham BT23C      | [ 18 ] |
| 1978     | Autódromo Juan y Oscar Gálvez  | Formuła 2                       | Ingo Hoffmann         | March 782          | [ 19 ] |
| 1987 (1) | Autódromo Juan y Oscar Gálvez  | Południowoamerykańska Formuła 3 | Guillermo Maldonado   | Berta MK3          | [ 20 ] |
| 1987 (2) | Autódromo Juan y Oscar Gálvez  | Południowoamerykańska Formuła 3 | Leonel Friedrich      | Berta MK3          | [ 20 ] |
| 1987 (3) | Autódromo Juan y Oscar Gálvez  | Południowoamerykańska Formuła 3 | Gabriel Furlán        | Berta MK3          | [ 20 ] |
| 1989 (1) | Autódromo Juan y Oscar Gálvez  | Południowoamerykańska Formuła 3 | Leonel Friedrich      | Reynard 883        | [ 20 ] |
| 1989 (2) | Autódromo Juan y Oscar Gálvez  | Południowoamerykańska Formuła 3 | Gabriel Furlán        | Dallara 388        | [ 20 ] |
| 1990     | Autódromo Juan y Oscar Gálvez  | Południowoamerykańska Formuła 3 | Tom Stefani           | Reynard 883        | [ 20 ] |
| 1991 (1) | Autódromo Juan y Oscar Gálvez  | Południowoamerykańska Formuła 3 | Affonso Giaffone      | Ralt RT32          | [ 20 ] |
| 1991 (2) | Autódromo Juan y Oscar Gálvez  | Południowoamerykańska Formuła 3 | Marcos Gueiros        | Ralt RT32          | [ 20 ] |
| 1992     | Autódromo Juan y Oscar Gálvez  | Południowoamerykańska Formuła 3 | Guillermo Kissling    | Ralt RT34          | [ 20 ] |
| 1992     | Autódromo Juan y Oscar Gálvez  | Formuła 3000                    | Andrea Montermini     | Reynard 91D        | [ 21 ] |
| 1993     | Autódromo Juan y Oscar Gálvez  | Południowoamerykańska Formuła 3 | Hélio Castroneves     | Ralt RT34          | [ 20 ] |
| 1994 (1) | Autódromo Juan y Oscar Gálvez  | Południowoamerykańska Formuła 3 | Omar Martínez         | TOM's 031F         | [ 20 ] |
| 1994 (2) | Autódromo Juan y Oscar Gálvez  | Południowoamerykańska Formuła 3 | Gabriel Furlán        | Dallara F390       | [ 20 ] |
| 1995 (1) | Autódromo Juan y Oscar Gálvez  | Południowoamerykańska Formuła 3 | Max Wilson            | Dallara F394       | [ 20 ] |
| 1995 (2) | Autódromo Juan y Oscar Gálvez  | Południowoamerykańska Formuła 3 | Gabriel Furlán        | Dallara F394       | [ 20 ] |
| 1995 (3) | Autódromo Juan y Oscar Gálvez  | Południowoamerykańska Formuła 3 | Max Wilson            | Dallara F394       | [ 20 ] |
| 1996 (1) | Autódromo Juan y Oscar Gálvez  | Południowoamerykańska Formuła 3 | Gabriel Furlán        | Dallara F394       | [ 20 ] |
| 1996 (2) | Autódromo Juan y Oscar Gálvez  | Południowoamerykańska Formuła 3 | Juan Manuel Silva     | TOM's 034F         | [ 20 ] |
| 1997     | Autódromo Juan y Oscar Gálvez  | Południowoamerykańska Formuła 3 | Gabriel Furlán        | Dallara F394       | [ 20 ] |
| 1998     | Autódromo Juan y Oscar Gálvez  | Południowoamerykańska Formuła 3 | Martín Basso          | Dallara F394       | [ 20 ] |
| 1999 (1) | Autódromo Juan y Oscar Gálvez  | Południowoamerykańska Formuła 3 | Eduardo Pamplona      | Dallara F394       | [ 22 ] |
| 1999 (2) | Autódromo Juan y Oscar Gálvez  | Południowoamerykańska Formuła 3 | Rodrigo Sperafico     | Dallara F394       | [ 23 ] |
| 2001     | Autódromo Juan y Oscar Gálvez  | Południowoamerykańska Formuła 3 | Juliano Moro          | Dallara F399       | [ 24 ] |
| 2001     | Autódromo Juan y Oscar Gálvez  | Południowoamerykańska Formuła 3 | Juliano Moro          | Dallara F399       | [ 24 ] |
| 2006 (1) | Autódromo Juan y Oscar Gálvez  | Południowoamerykańska Formuła 3 | Diego Nunes           | Dallara F399       | [ 25 ] |
| 2006 (2) | Autódromo Juan y Oscar Gálvez  | Południowoamerykańska Formuła 3 | Diego Nunes           | Dallara F399       | [ 26 ] |
| 2006 (2) | Autódromo Juan y Oscar Gálvez  | Południowoamerykańska Formuła 3 | Clemente Faria        | Dallara F399       | [ 27 ] |
| 2008 (1) | Autódromo Juan y Oscar Gálvez  | Południowoamerykańska Formuła 3 | Nelson Merlo          | Dallara F301       | [ 28 ] |
| 2008 (2) | Autódromo Juan y Oscar Gálvez  | Południowoamerykańska Formuła 3 | Nelson Merlo          | Dallara F301       | [ 28 ] |
| 2009 (1) | Autódromo Juan y Oscar Gálvez  | Południowoamerykańska Formuła 3 | Leonardo Cordeiro     | Dallara F309       | [ 29 ] |
| 2009 (2) | Autódromo Juan y Oscar Gálvez  | Południowoamerykańska Formuła 3 | Leonardo Cordeiro     | Dallara F309       | [ 29 ] |